# 独自和解
《返校日》（英語：A Separate Peace）是约翰·诺尔斯的一本小说。该小说是根据他早期的短片“菲尼亚斯”改编而成，《返校日》是诺尔斯的第一本，也是最著名的一本小说。

## 故事概述
故事主角吉恩·福利斯特在毕业15年后回到了他的母校德文（Devon）预科学校(类似于诺尔斯自己的母校菲利普斯埃克塞特学院），回顾了两处他认为是“十分恐怖的地方”：一段大理石楼梯和河边的一颗树。他先检查了楼梯，发现台阶是由坚硬的大理石制成。然后他经过泥地，来到树前。这颗树带唤起了吉恩在德文上学时的回忆。故事从这点开始，回到了吉恩在1942夏到1943年夏的回忆。1942年，吉恩还是个16岁的孩子，与他最好的朋友、室友菲尼亚斯（绰号菲尼）一同住在德文宿舍里。在那时，第二次世界大战 正在进行中，并对故事起了重要影响。
吉恩与菲尼虽然性格完全相反，但在德文迅速成为挚友：吉恩好静、内向、聪明；菲尼外向、无拘无束、爱好体育。在德文的时光里，吉恩与菲尼常常形影不离。在吉恩所称的“1942吉卜赛夏日”里，菲尼的一个主意是创立“暑期超级自杀社”。他与吉恩成为社团发起人。菲尼率先带领社员从一颗高树上跳进德文河中。他创建了一个游戏“闪电球”（"blitzball" ， 来自于德语blitzkrieg 即闪电战)；游戏没有赢家，菲尼则边玩边制定规则。
伴随他们亲密无间的友谊是一段激烈的竞争：吉恩试图在学习上超过菲尼，并认为后者正与他竞争。这种竞争对手关系来自于吉恩对菲尼的嫉妒，因为菲尼怎么都吃得开，什么麻烦都难不倒他。这种对手关系的顶峰（也是终结）为菲尼与吉恩准备跳下树杈，吉恩故意震荡枝干，导致菲尼坠落，摔伤一条腿。因为这场“意外”，菲尼得知他将永远不能参加自己珍爱的体育竞赛了。吉恩开始学习菲尼的思维，试图提升自己，化解自己对他的嫉妒。剩下的故事讲述了吉恩的自我斗争，解释自己为什么震动树杈，以及如何继续生活等等。吉恩感到自责，他来到菲尼家，告诉菲尼是自己导致坠落事故的。菲尼一开始不愿相信，事后感到十分痛心。
在金融辩论会上，布林克尔·哈德利组织了一场辩论/审判赛，并与吉恩就“事故”进行对质，指责吉恩试图谋杀菲尼。在证据面前，吉恩的罪责被证明，菲尼感到十分羞愧，匆匆离去。在路上，菲尼从台阶上摔了下去（吉恩在小说开篇时经过的台阶），再次折断受伤的腿。菲尼起初不接受吉恩的道歉，但很快他意识到“事故”只是来源于冲动，而不是基于愤怒。二人最终彼此谅解。
第二天，菲尼在正骨手术台上去世。医生对此的总结是菲尼的骨髓流入了血管，造成了脂肪栓塞。吉恩没有为此哭泣，但是从中明白了许多，感到当菲尼离开时，他一并带走了吉恩的愤怒。菲尼的死使得吉恩终于可以面对自我了。

## 小说角色
- 吉恩·福利斯特 Gene Forrester: 《返校日》是从吉恩的视角讲述的。吉恩爱学习，成绩好。他嫉妒室友菲尼的矫健身材、运动天赋和社交能力。吉恩不是当地人，不适应东北文化。出于潜在的嫉妒心理，吉恩故意地在树枝上踏小步点，导致菲尼亚斯从树上坠下。
- 菲尼亚斯 '菲尼' Phineas 'Finny': 在吉恩眼里，心地善良、爱好体育、乐观主义，但总能吃得开。这就是菲尼，吉恩最要好的朋友、室友。他总是看到别人的优点，寻求内心满足作为嘉奖，并根据自己的意志改变周围环境。他体育优异，在每个项目上都极为杰出，直到他从树上坠落，把腿摔碎为止。
- 布林克尔·哈德利 Brinker Hadley: 布林克尔是吉恩与菲尼的同学。他致力于维护德文寒假的秩序。作为小说的大反角，布林克尔在菲尼的事故上刨根问底，但是其调查动机不明，甚至有人质疑布林克尔是出于开玩笑来去进行调查的。就菲尼的事故而言，他组织了“午夜审判”，招来吉恩进行对质。布林克尔在审问菲尼时，菲尼篡改了故事，使得吉恩看似无辜。菲尼认为莱珀不足以作证。布林克尔最后与吉恩和好，吉恩表示原谅他在菲尼之死以及审判上的过失。
- 埃尔文 '莱珀' 雷珀莱 Elwin 'Leper' Lepellier:莱珀是菲尼与吉恩的朋友，也是暑期超级自杀社的主要成员。他是班上第一个参军的同学。在小说末尾，莱珀因军事压力而精神错乱。他在“审判”中指证吉恩应为菲尼的坠落负责。

## 影视改编
1972小说被改变为同名电影，帕克儿·史蒂文森主演吉恩，约翰·海尔（John Heyl）主演菲尼，弗瑞德·西格尔（Fred Segal）和约翰·诺尔斯编写了剧本。2004年，小说被Showtime電視網改编为电视剧。